# Tonalite
La tonalite è una roccia magmatica intrusiva intermedia, di composizione - relativamente ai minerali sialici - simile a granito e granodioriti, ma diversamente da questi ultimi è povera o priva di K-feldspato (meno del 10% del volume totale dei feldspati). Il colore è generalmente grigio più o meno intenso, a seconda della quantità presente di minerali femici. La tessitura è olocristallina.

## Etimologia
La roccia fu così denominata dal geologo tedesco Gerhard vom Rath (1830-1888), che la descrisse nel 1864, per ricordare il suo primo reperimento nel 1857 sul Passo del Tonale, al confine tra Val Camonica (Brescia) e Val di Sole (Trentino).

## Caratteri mineralogici e varietà

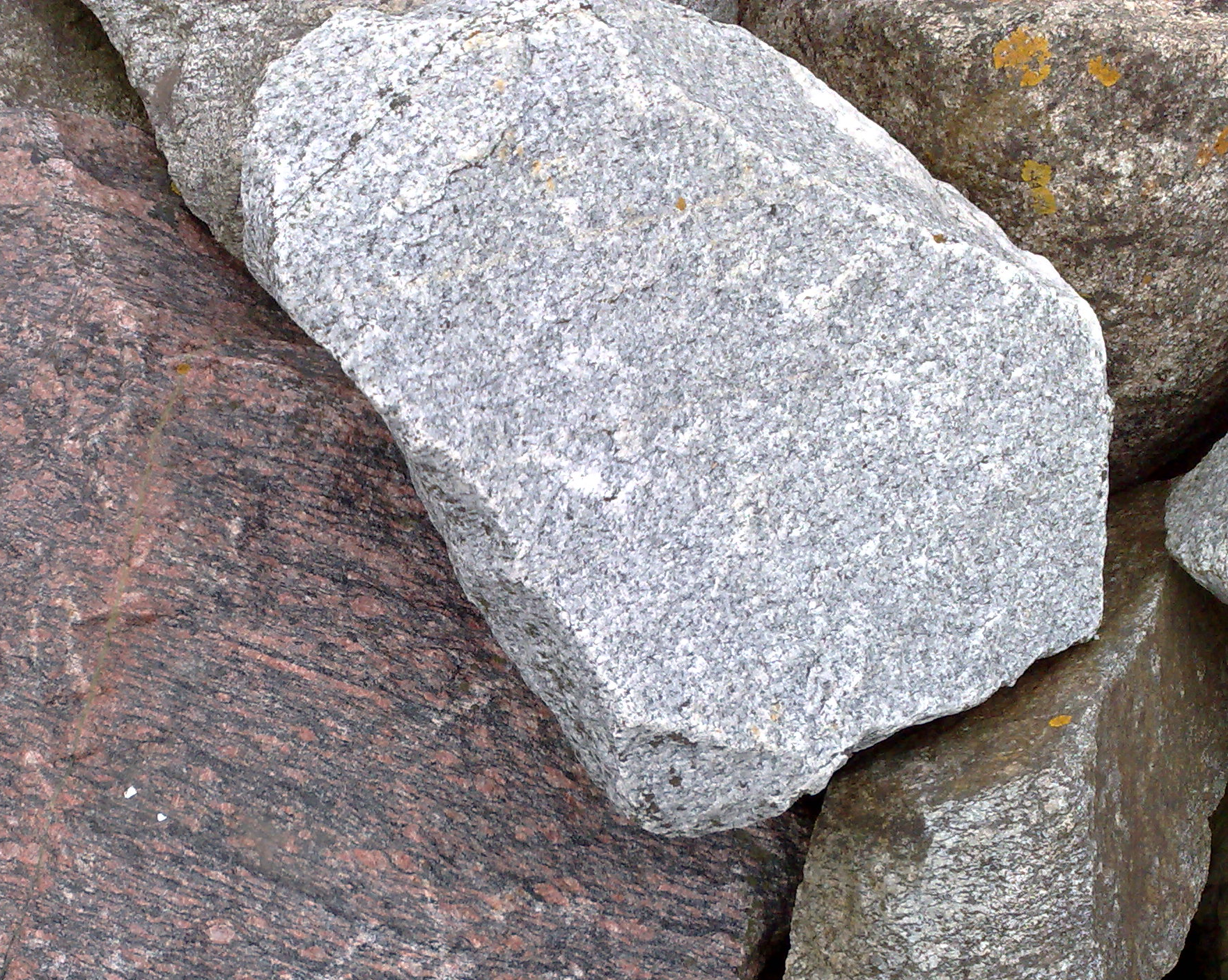
Trondhjemite, Tjörn, Svezia

Il feldspato prevalente è il plagioclasio (tipicamente andesina o oligoclasio); il K-feldspato può essere microclino o ortoclasio. Il quarzo è almeno il 20% della roccia. Il femico prevalente può essere tanto l'orneblenda quanto la biotite. Normali accessori sono gli ossidi di ferro, l'apatite, la titanite e lo zircone. 
In alcuni libri viene ancora usato il termine tonalite come sinonimo di quarzo-diorite, ma la IUGS ha classificato la tonalite come roccia con almeno il 20% di quarzo e la quarzo diorite come roccia con il 5-20% di quarzo. Il termine Trondhjemite (dalla città norvegese di Trondhjem) è usato per una varietà leucocratica di tonalite, con meno del 10% di femici. È sinonimo di leucotonalite e di plagiogranito.

## Composizione chimica

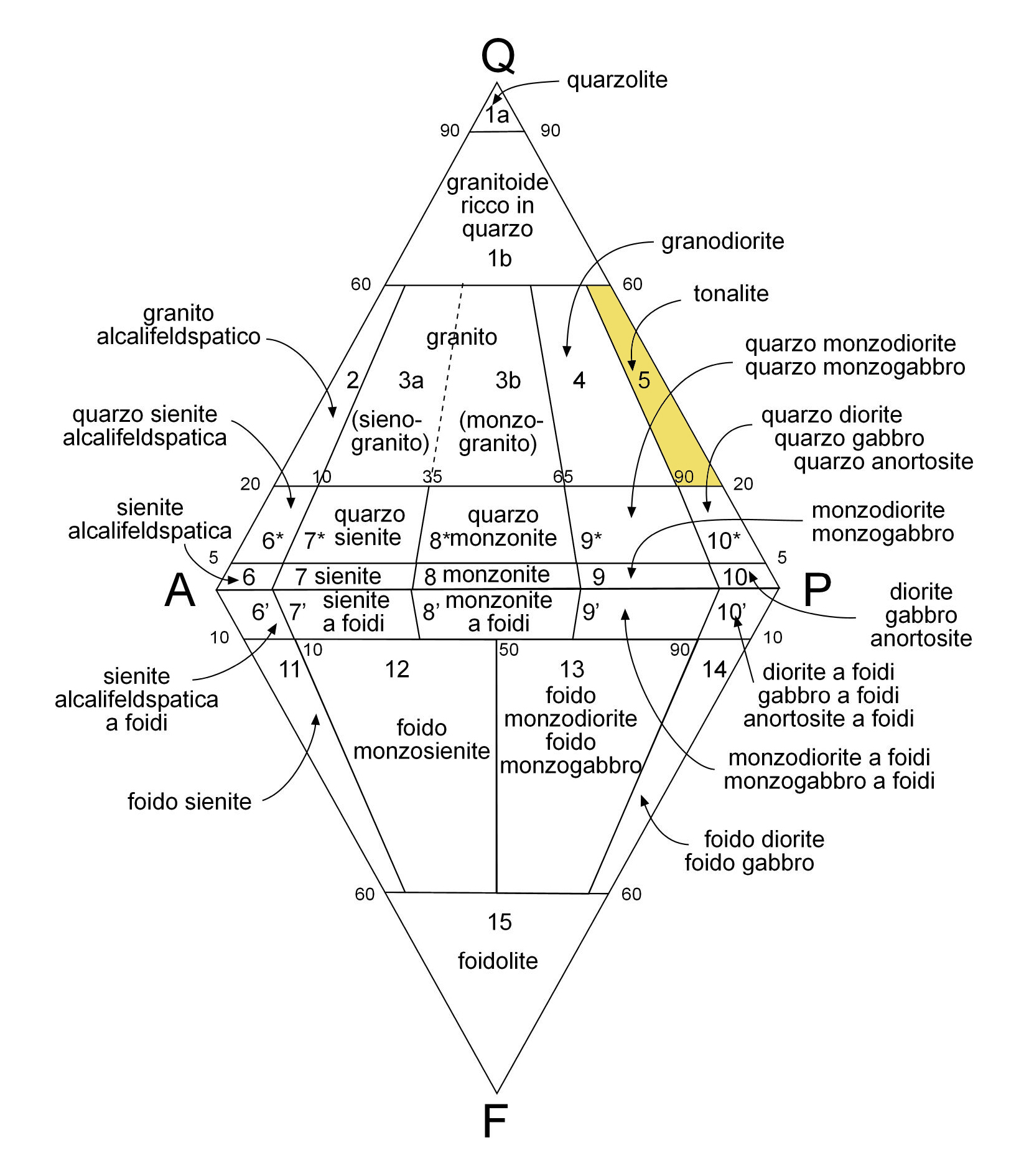
Posizione della tonalite nel doppio triangolo QAPF

|       | % in peso |
| ----- | --------- |
| SiO2  | 59,88     |
| TiO2  | 0,68      |
| Al2O3 | 17,43     |
| Fe2O3 | 2,14      |
| FeO   | 3,76      |
| MnO   | 0,11      |
| MgO   | 2,88      |
| CaO   | 6,50      |
| Na2O  | 3,08      |
| K2O   | 2,14      |
| P2O5  | 0,24      |

## Distribuzione

### In Italia
- Due piccoli corpi tonalitici terziari (Oligocene) si trovano a Miagliano e Passobreve, in bassa Valle Cervo (Biella), associati a migmatiti[3]
- Nel plutone terziario dell'Adamello, oltre che al Passo del Tonale, tonaliti e leucotonaliti (trondhjemiti) si trovano anche in Val Fredda e al Lago della Vacca, alle falde occidentali del Cornone di Blumone, nelle parti superiori delle valli Adamé, Salarno e Miller (tributarie della Val Camonica) nell'area del Corno Baitone, nella Val di Fumo a monte del lago di Malga Bissina, nelle valli di Borzago e di San Valentino (tributarie della Val Rendena), presso il Lago Baitone e attorno al Monte Marser[2].
- Tonaliti e granodioriti tonalitiche sono distribuite in varie zone della Sardegna all'interno del Batolite ercinico sardo-corso (Carbonifero sup.-Permiano inf.), di cui costituiscono circa il 10% degli affioramenti. Le masse maggiori sono a  Trinità di Agultu, Nuoro, Pattada, nelle zone di Lanusei e Busachi-Sorgono, nel Goceano e nel Sarcidano. Piccoli corpi si rinvengono nel Sarrabus (Burcei), nell'Arburese e a Capo Spartivento[4]
- Vedrette di Ries (Riva di Tures), segnatamente il gruppo dell'Hochgall. (6)
- Valle di Anterselva (BZ), attorno al lago omonimo. Periodo di formazione 32 milioni da anni fa

## Utilizzo e coltivazione
La Tonalite è usata nelle valli a cavallo tra Lombardia e Trentino da tempo immemorabile. La gente di montagna sfruttava la durezza di queste rocce, che dovevano essere lavorate e rifinite a mano, per la costruzione di muri, mensole, pavimenti, muretti, paracarri, ma anche per fontane, rivestimenti, per costruire e decorare palazzi, chiese, monumenti. Gli edifici storici e tradizionali della Val Rendena sono costruiti in Tonalite. Nella chiesa di Santo Stefano a Carisolo, all’inizio della Val Genova, risalente al 1244 e dal 1736 chiesa cimiteriale, acquasantiere e coperte di altari sono realizzati in Tonalite.
Le ottime caratteristiche fisiche e meccaniche delle tonaliti ne permettono l’uso in ambienti proibitivi per altri materiali, sia dal punto di vista della temperatura che da quello della resistenza alle sostanze acide. Oggi la Tonalite viene cavata nella cava Ponte Rosso, in Val di Genova, nel comune di Strembo. L'attività, iniziata con la coltivazione dei massi di maggiori dimensioni estratti dal detrito, è stata recentemente impostata su roccia in sito. È attualmente attiva una cava, con sospensione invernale dell'estrazione che ammonta ad alcune migliaia di m3 di roccia all'anno. 
La produzione mercantile è di 11.000/12.000 ton anno. Nell'estrazione sono occupate 7 persone. Il materiale viene lavorato in uno stabilimento ubicato in zona industriale nel Comune di Carisolo: in cubetti e lastre, da lucidato a sabbiato, fiammato, o con finiture ad urto. Nel 2003 il designer e architetto Ettore Sottsass disegna una fontana in Tonalite che verrà realizzata in due esemplari dall'azienda Pedretti Graniti di Carisolo.